# 王從禮
王從禮（?—?），河南省光州直隸州商邱縣人，清朝政治人物、同進士出身。
光緒二十一年（1895年），参加光緒乙未科殿試，登進士三甲68名。同年五月，著交吏部掣签分发各省，以知县即用。